# Homocromie

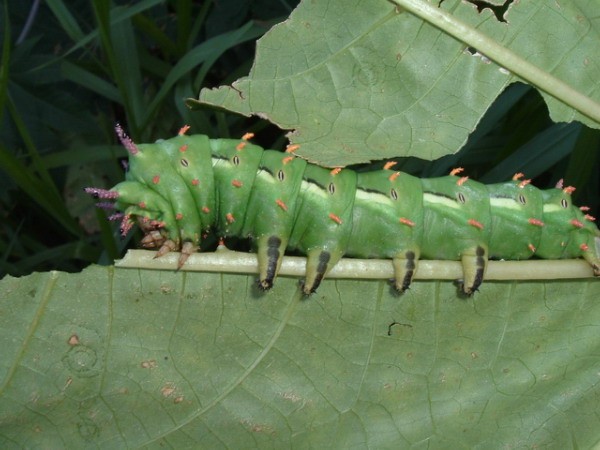
Homocromia la omida de Citheronia

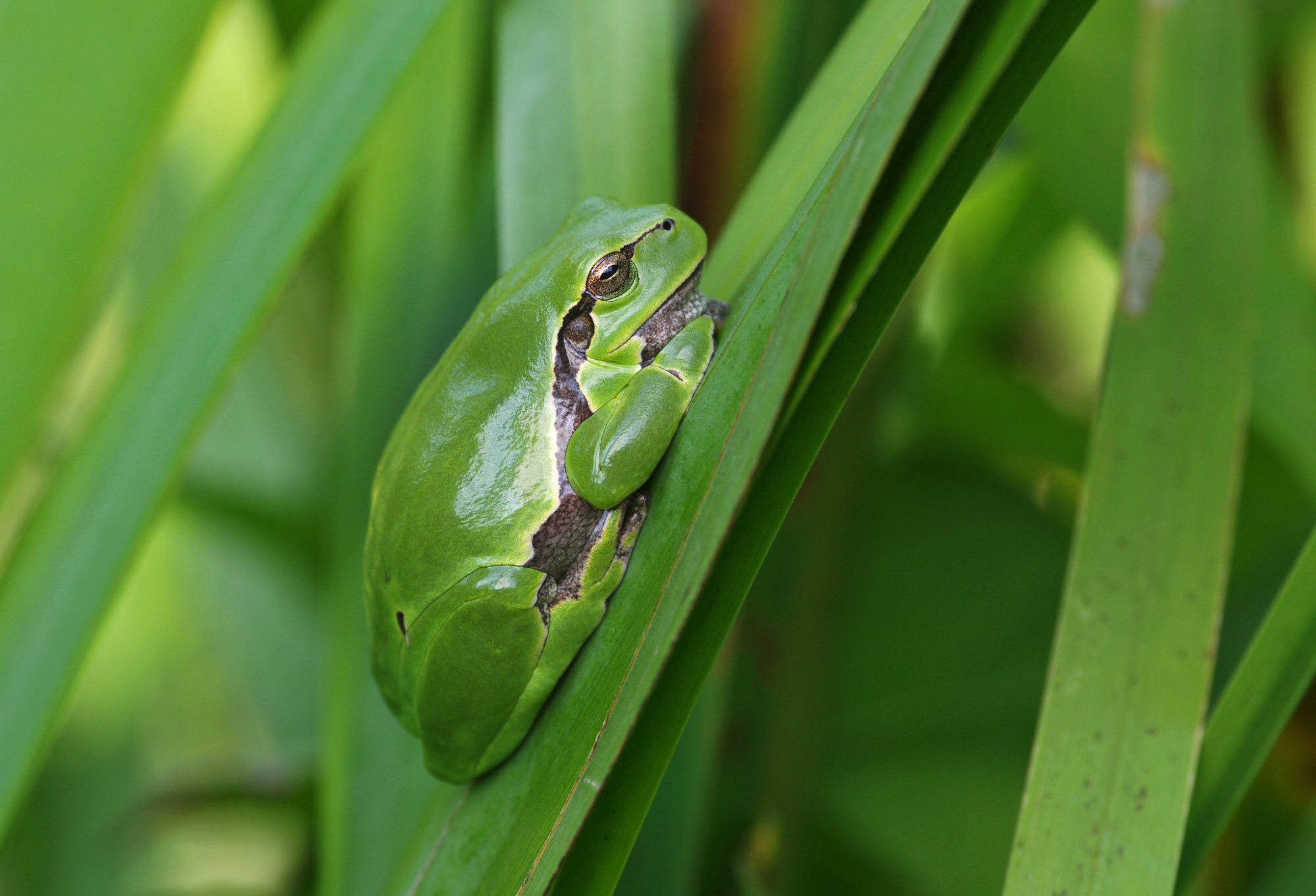
Homocromia la brotăcel

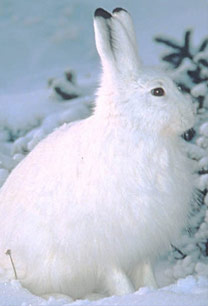
Homocromia sezonieră la iepurele de zăpadă (Lepus americanus) care iarna își modifică coloritul în alb

Homocromia sau homocromismul (din gr. homos = același + chroma = culoare) este un fenomen prin care culoarea corpului unor animale se aseamănă cu aceea a mediului înconjurător, respectiv a substratului pe care trăiesc și le permite să fie invizibile pe culoarea de fond a substratului de viață.  Această colorație specifică a animalelor se numește colorație homocromă sau colorație criptică. Homocromia permite mascarea animalului, așa încât el nu atrage atenția dușmanului sau a prăzii, fiind greu de descoperit de către dușmanii lor naturali sau de către pradă. Homocromia are un rol important în relațiile intra- și interpopulaționale.
Homocromia se întâlnește la numeroase specii de insecte (ex.: culoarea verde a cosașilor și a lăcustelor, omizile fluturelui Sphinx ligustri imită culoarea frunzelor de liliac, iar dungile oblice de pe cap seamănă cu nervurile frunzelor), la pești (ex. cambula), batracieni (ex. brotăcelul); reptile (la multe șopârle din genul Lacerta, liniile negre de pe corpul unor șerpi), păsări (ex. caprimulgul), unele mamifere polare (ex. ursul polar). 
Colorația homocromă poate fi permanentă și uniformă sau schimbătoare. 
Exemple de colorație homocromă permanentă (care durează toată viața): culoarea albă a animalelor polare asemănătoare cu a zăpezii (iepuri, vulpi, păsări); culoarea asemănătoare cu a nisipului a animalelor din deșert; culoarea verde a numeroase animale care trăiesc în pădurile tropicale. Mecanismul biochimic și fiziologic al producerii colorației homocrome este foarte diferit; ex. culoarea verde a omizilor se datorează unui derivat al clorofilei, ingerat din plante, care nu se descompune la lumină; la unele mamifere, ex. la leneș (Bradypus tridactylus) culoarea verde este rezultatul simbiozei cu o algă protococală al cărei loc de viață îl constituie blana animalului; culoarea albă este rezultatul lipsei de pigment. 
Colorația homocromă schimbătoare (homocromie variabilă) se manifestă prin modificarea în diferite condiții a coloritului de protecție în funcție de cea a substratului. Ex.: moluștele cefalopode, unele specii de crustacee, de reptile (cameleonul etc.). Colorația homocromă schimbătoare poate fi sezonieră (ex. la leming, nevăstuică, hermină care iarna își modifică coloritul în alb) sau ocazională (ex. la moluștele cefalopode, cameleon, unii pești, de ex. la cambulă etc.). Schimbarea culorii în cazurile menționate se datorește unor mecanisme nervoase, umorale sau neuroumorale.